# Збыковская, Лидия Алексеевна
Лидия Алексеевна Збыковская (1903—1981) — советский хирург, доктор медицинских наук (1957), профессор (1960). Автор более 70 научных работ по вопросам диагностики и лечения заболеваний периферических сосудов, неотложной абдоминальной хирургии, хирургии желчевыводящей системы. Одна из основателей направления практической сосудистой хирургии на Урале.

## Биография
Родилась в 14 февраля 1903 года в Пензе в семье инженера-механика.
Среднюю школу окончила в Пензе и там же в 1919 г. окончила курсы по подготовке инструкторов-методистов по физкультуре. С 1919 по 1930 год работала в качестве преподавателя по физкультуре в школах г. Пензы и г. Свердловска, куда семья переехала в связи с переводом по работе мужа — Збыковского М. П., по специальности инженера-металлурга.
В 1932 году, уже имея двух детей, поступила на лечебный факультет Свердловского Медицинского Института и окончила его с отличием в 1937 г. На тот момент ей было 34 года.
По окончании института продолжила работу в должности клинического ординатора на кафедре ортопедии и травматологии, под руководством профессора Чаклина В. Д.
С 1939 года направлена для работы в костно-туберкулезный санаторий № 1 Свердловского Облздравотдела. Работу санатория возглавлял профессор М. И. Пинхасик.
Во время Великой Отечественной войны с 23 июня 1941 года по апрель 1945 года работала в эвакогоспитале г. Свердловска в качестве начальника хирургического отделения. После расформирования эвакогоспиталя переведена на должность ведущего хирурга госпиталя для инвалидов Отечественной войны, где работала до 1948 года.
В то же время, с 17 сентября 1945 года, начала работать в должности ассистента на кафедре госпитальной хирургии Свердловского Медицинского Института под руководством профессора Лидского А. Т.
В мае 1946 года защитила кандидатскую диссертацию на тему: «Огнестрельные переломы плечевой кости, их лечение и исходы по материалу госпиталя глубокого тыла».
В октябре 1956 года была избрана на должность доцента кафедры «Хирургия» Свердловского Медицинского Института. Итогом 10 лет упорного труда под руководством профессора Лидского А. Т. стала докторская диссертация на тему: «Клиника и лечение важнейших заболеваний артерий конечностей», которую в 1957 году успешно защитила. При работе над диссертацией было изучено и вылечено в условиях клиники свыше 900 случаев заболеваний периферических артерий. В 1958 по итогам защиты докторской диссертации Збыковской Л. А. была присвоена степень доктора медицинских наук, а в 1960 году она была утверждена в ученом звании профессора по кафедре «Хирургия» лечебного факультета Свердловского Медицинского Института, где работала до 1977 г.
Подготовила двух докторов и пять кандидатов медицинских наук. Участница Великой Отечественной войны.
Трижды избиралась депутатом Свердловского Городского Совета депутатов трудящихся, работала в секции здравоохранения.
За 40 лет своей работы врач-хирург Лидия Алексеевна Збыковская спасла тысячи больных.
Умерла 12 июня 1981 года в Свердловске.

## Основала династию
Дочь, Наталья Михайловна Збыковская, много лет проработала в НИИ ОММ врачом акушером-гинекологом. Защитила кандидатскую диссертацию на тему "Об особенностях функции матки и состояния плода при доношенной беременности и преждевременном излитии околоплодных вод»
Муж дочери — хирург-травматолог Константин Иванович Шароварин
Внучка — Ольга Константиновна Бровкина (в девичестве Шароварина), врач-терапевт
Внучка — Елена Константиновна Щипанова (в девичестве Шароварина), врач-педиатр дошкольного отделения
Муж внучки — Владимир Алексеевич Бровкин — хирург, кандидат медицинских наук, основатель сети медицинских центра «Олмед». Защитил кандидатскую диссертацию на тему «Диагностическая лапароскопия в ургентной абдоминальной хирургии»
Правнук  — Михаил Владимирович Бровкин — врач-организатор Здравоохранения высшей категории, старший преподаватель кафедры Общественного Здоровья и здравоохранения УГМУ с 2003 по 2018, генеральный директор сети МЦ ОЛМЕД (Екатеринбург).

## Память
- Виртуальная выставка, посвященная 120-летию со дня рождения Збыковской Лидии Алексеевны на сайте Уральского Государственного Медицинского Университета[6].
- 28 августа 2023 года в Екатеринбурге, в Муниципальном музее памяти воинов-интернационалистов «Шурави» открылась выставка «Подвиг во имя жизни», посвященная военным медикам[7]. Ключевым моментом открывшейся выставки стал образ Лидии Алексеевны Збыковской.
- История династии Збыковских-Шаровариных-Бровкиных, в которой есть врачи-хирурги, травматологи, акушеры-гинекологи, терапевты и педиатры, станет темой одного из очерков, который войдет в 5-й том издания «Медицинские династии Среднего Урала». Эта книга будет издана ко Дню медицинского работника по инициативе Благотворительного фонда социальной поддержки медицинских работников имени Н.С. Бабича и Министерства здравоохранения Свердловской области.

## Награды
- Медаль «За трудовую доблесть»
- Медаль «За доблестный труд в ознаменование 100-летия со дня рождения В. И. Ленина»
- Медаль «XX лет Победы в Великой Отечественной войне 1941—1945 г.г.»
- Медаль «За доблестный труд в Великой Отечественной войне 1941—1945 г.г.»
- Медаль «Ветеран труда»
- Медаль «За победу над Германией»